# Tony Awards 1979
Die Verleihung der 33. Tony Awards 1979 (33rd Annual Tony Awards) fand am 3. Juni 1979 im Shubert Theatre in New York City statt. Moderatoren der Veranstaltung waren Jane Alexander, Henry Fonda und Liv Ullmann, als Laudatoren fungierten Tom Bosley, Barry Bostwick, Ellen Burstyn, Georgia Engel, Jane Fonda, Celeste Holm, John Houseman, Barnard Hughes, Angela Lansbury, Ron Leibman, Jack Lemmon, Hal Linden, Jean Marsh, Al Pacino und Dick Van Dyke. Ausgezeichnet wurden Theaterstücke und Musicals der Saison 1978/79, die am Broadway ihre Erstaufführung hatten. Die Preisverleihung wurde von Columbia Broadcasting System im Fernsehen übertragen.

## Hintergrund
Die Antoinette Perry Awards for Excellence in Theatre, oder besser bekannt als Tony Awards, werden seit 1947 jährlich in zahlreichen Kategorien für herausragende Leistungen bei Broadway-Produktionen und -Aufführungen der letzten Theatersaison vergeben. Zusätzlich werden verschiedene Sonderpreise, z. B. der Regional Theatre Tony Award, verliehen. Benannt ist die Auszeichnung nach Antoinette Perry. Sie war 1940 Mitbegründerin des wiederbelebten und überarbeiteten American Theatre Wing (ATW). Die Preise wurden nach ihrem Tod im Jahr 1946 vom ATW zu ihrem Gedenken gestiftet und werden bei einer jährlichen Zeremonie in New York City überreicht.

## Gewinner und Nominierte

### Theaterstücke
| Kategorie                            | Preisträger                           | Theaterstück                                                  | Nominierungen |
| Bestes Theaterstück                  | Bernard Pomerance                     | The Elephant Man                                              | - Bedroom Farce – Alan Ayckbourn - Whose Life Is It Anyway? – Brian Clark - Wings – Arthur Kopit                                                    |
| Bester Hauptdarsteller Theaterstück  | Tom Conti                             | Whose Life Is It Anyway? als Ken Harrison                     | - Philip Anglim in The Elephant Man als John Merrick - Jack Lemmon in Tribute als Scottie Templeton - Alec McCowen in St. Mark’s Gospel als Mark    |
| Beste Hauptdarstellerin Theaterstück | Constance Cummings und Carole Shelley | Wings als Emily Stilson und The Elephant Man als Madge Kendal | - Jane Alexander in First Monday in October als Ruth Loomis - Frances Sternhagen in On Golden Pond als Ethel Thayer                                 |
| Bester Nebendarsteller Theaterstück  | Michael Gough                         | Bedroom Farce als Ernest                                      | - Bob Balaban in The Inspector General als Óssip - Joseph Maher in Spokesong als The Trick Cyclist - Edward James Olmos in Zoot Suit als El Pachuco |
| Beste Nebendarstellerin Theaterstück | Joan Hickson                          | Bedroom Farce als Delia                                       | - Laurie Kennedy in Man and Superman als Violet Robinson - Susan Littler in Bedroom Farce als Kate - Mary-Joan Negro in Wings als Amy               |
| Beste Theaterregie                   | Jack Hofsiss                          | The Elephant Man                                              | - Alan Ayckbourn und Peter Hall – Bedroom Farce - Paul Giovanni – The Crucifer of Blood - Michael Lindsay-Hogg – Whose Life Is It Anyway?           |

### Musicals
| Kategorie                       | Preisträger                                                    | Musical                                                      | Nominierungen |
| Bestes Musical                  | Stephen Sondheim (Musik und Liedtexte) und Hugh Wheeler (Buch) | Sweeney Todd: The Demon Barber of Fleet Street               | - Ballroom - The Best Little Whorehouse in Texas - They’re Playing Our Song |
| Bester Hauptdarsteller Musical  | Len Cariou                                                     | Sweeney Todd als Sweeney Todd                                | - Vincent Gardenia in Ballroom als Alfred Rossi - Joel Grey in The Grand Tour als S. L. Jacobowsky - Robert Klein in They’re Playing Our Song als Vernon Gersch                                                                                |
| Beste Hauptdarstellerin Musical | Angela Lansbury                                                | Sweeney Todd als Mrs. Lovett                                 | - Tovah Feldshuh in Sarava als Flor - Dorothy Loudon in Ballroom als Bea Asher - Alexis Smith in Platinum als Lila Halliday |
| Bester Nebendarsteller Musical  | Henderson Forsythe                                             | The Best Little Whorehouse in Texas als Sheriff Ed Earl Dodd | - Richard Cox in Platinum als Dan Danger - Gregory Hines in Eubie! als Darsteller - Ron Holgate in The Grand Tour als Colonel Tadeusz Boleslav Stjerbinsky                                                                                     |
| Beste Nebendarstellerin Musical | Carlin Glynn                                                   | The Best Little Whorehouse in Texas als Mona Stangley        | - Joan Ellis in The Best Little Whorehouse in Texas als Shy - Millicent Martin in King of Hearts als Madame Madeleine - Maxine Sullivan in My Old Friends als Mrs. Cooper                                                                      |
| Bestes Musicallibretto          | Hugh Wheeler                                                   | Sweeney Todd                                                 | - Jerome Kass – Ballroom - Larry L. King und Peter Masterson – The Best Little Whorehouse in Texas - Neil Simon – They’re Playing Our Song |
| Beste Originalmusik             | Stephen Sondheim (Musik und Liedtexte)                         | Sweeney Todd                                                 | - Carmelina – Burton Lane (Musik) und Alan Jay Lerner (Liedtexte) - Eubie! – Eubie Blake (Musik) sowie Noble Sissle, Andy Razaf, F. E. Miller, Johnny Brandon und Jim Europe (Liedtexte) - The Grand Tour – Jerry Herman (Musik und Liedtexte) |
| Beste Musicalregie              | Harold Prince                                                  | Sweeney Todd                                                 | - Michael Bennett – Ballroom - Peter Masterson und Tommy Tune – The Best Little Whorehouse in Texas - Robert Moore – They’re Playing Our Song                                                                                                  |

### Theaterstücke oder Musicals
| Kategorie           | Preisträger                   | Theaterstück bzw. Musical | Nominierungen |
| Bestes Bühnenbild   | Eugene Lee                    | Sweeney Todd              | - Karl Eigsti – Knockout - David Jenkins – The Elephant Man - John Wulp – The Crucifer of Blood                      |
| Beste Choreographie | Michael Bennett und Bob Avian | Ballroom                  | - Henry LeTang and Billy Wilson – Eubie! - Dan Siretta – Whoopee! - Tommy Tune – The Best Little Whorehouse in Texas |
| Beste Kostüme       | Franne Lee                    | Sweeney Todd              | - Theoni V. Aldredge – Ballroom - Ann Roth – The Crucifer of Blood - Julie Weiss – The Elephant Man                  |
| Bestes Lichtdesign  | Roger Morgan                  | The Crucifer of Blood     | - Ken Billington – Sweeney Todd - Beverly Emmons – The Elephant Man - Tharon Musser – Ballroom                       |

### Sonderpreise (ohne Wettbewerb)
| Kategorie              | Preisträger                                                                                          | Grund der Preisverleihung                                                                                  |
| Regional Theatre Award | American Conservatory Theater, San Francisco, Kalifornien                                            | |
| Special Tony Award     | Richard Rodgers                                                                                      | Lawrence Langner Memorial Award for Distinguished Lifetime Achievement in the American Theatre             |
| Special Tony Award     | Henry Fonda                                                                                          | |
| Special Tony Award     | Walter F. Diehl (International President of Theatrical Stage Employees and Moving Picture Operators) | Hat sich aktiv für das Wohlergehen des Broadway-Theaters und des Theaters auf nationaler Ebene eingesetzt. |
| Special Tony Award     | Eugene O’Neill Memorial Theatre Center, Waterford, Connecticut                                       | |

## Statistik

### Mehrfache Nominierungen
- 9 Nominierungen: Sweeney Todd
- 8 Nominierungen: Ballroom
- 7 Nominierungen: The Best Little Whorehouse in Texas und The Elephant Man
- 5 Nominierungen: Bedroom Farce
- 4 Nominierungen: The Crucifer of Blood und They’re Playing Our Song
- 3 Nominierungen: Eubie!, The Grand Tour, Whose Life Is It Anyway? und Wings
- 2 Nominierungen: Platinum

### Mehrfache Gewinne
- 8 Gewinne: Sweeney Todd
- 3 Gewinne: The Elephant Man
- 2 Gewinne: Bedroom Farce und The Best Little Whorehouse in Texas